# مملكة كاغو
مملكة كاغو كانت سلفًا لسلطنة صنغاي في منطقة وسط النيجر. يرجع اسم المملكة لبلدة كاغو الواقعة عند المنحنى الشرقي للنيجر. في القرن التاسع الميلادي، كانت تعتبر أقوى مملكة في غرب إفريقيا.
تأسست مملكة كاغو في القرن السابع. بسبب توضعها على طول نهر النيجر، كانت موقعًا يدر الربح يستقر فيه صيادو الأسماك. كاغو هي أحد أقدم المراكز التجارية في غرب أفريقيا. نظرًا لموقعها، صارت كاغو عاصمة سلطنة صنغاي في أوائل القرن الحادي عشر. تمكنت كاغو من الازدهار كعاصمة لسلطنة صنغاي، خاصة من خلال تجارة الذهب والنحاس والعبيد والملح عبر الصحراء الكبرى. ضمت كاغو إلى مملكة مالي في عام 1325، ولكن استعادت صنغاي السيطرة عليها في نهاية المطاف بعد أربعين عامًا.
لا توجد سجلات مكتوبة أصلية باقية تعود إلى ما قبل منتصف القرن السابع عشر. تعتمد معرفتنا بتاريخ البلدة القديم على كتابات الجغرافيين العرب الخارجيين المقيمين في المغرب ومصر والأندلس، الذين لم يزوروا المنطقة قط.

## صعود مملكة كاغو
تأسست كاغو في القرن السابع على نهر النيجر، وصارت على الفور مركزا للصيادين والتجارة، ازدهرت كاغو بين القرنين الثامن والعاشر وصارت مملكة ذات قوة أقل من واغادو (مملكة غانا). ازدهرت كاغو بسبب الأهمية التجارية التي كانت لها على طول النيجر. شكلت أيضًا مركزًا رئيسيًا للتصنيع. صنع الحرفيون الخرز من العقيق الأحمر، وتعود تلك الصناعة بتاريخها إلى القرن الثالث، وكان له قيمة كبيرة في السودان والغابات المطيرة غرب أفريقيا.